# Amomum purpureorubrum
Amomum purpureorubrum là một loài thực vật có hoa trong họ Gừng. Loài này được Shao Quan Tong và Yong Mei Xia mô tả khoa học đầu tiên năm 1988.

## Phân bố
Loài này có ở tây nam Vân Nam, Trung Quốc. Tên gọi trong tiếng Trung là 紫红砂仁 (tử hồng sa nhân), nghĩa là sa nhân đỏ tía.